# Paleoceanografia
La Paleoceanografia è lo studio della storia e dell'evoluzione degli oceani, in particolare analizza i cambiamenti delle correnti, della chimica e della biologia marina.
Questa settore scientifico è strettamente legato alla geologia e permettere di meglio comprendere i cambiamenti climatici nella diverse ere geologiche già studiato dalla Paleoclimatologia. Si basa su una strategia chiamata multiproxy, che studia la temperatura degli oceani in relazione al rapporto istotopico dell'ossigeno  
Cesare Emiliani è considerato il padre della paleoceanografia.